# Filmografia lui Colin Firth

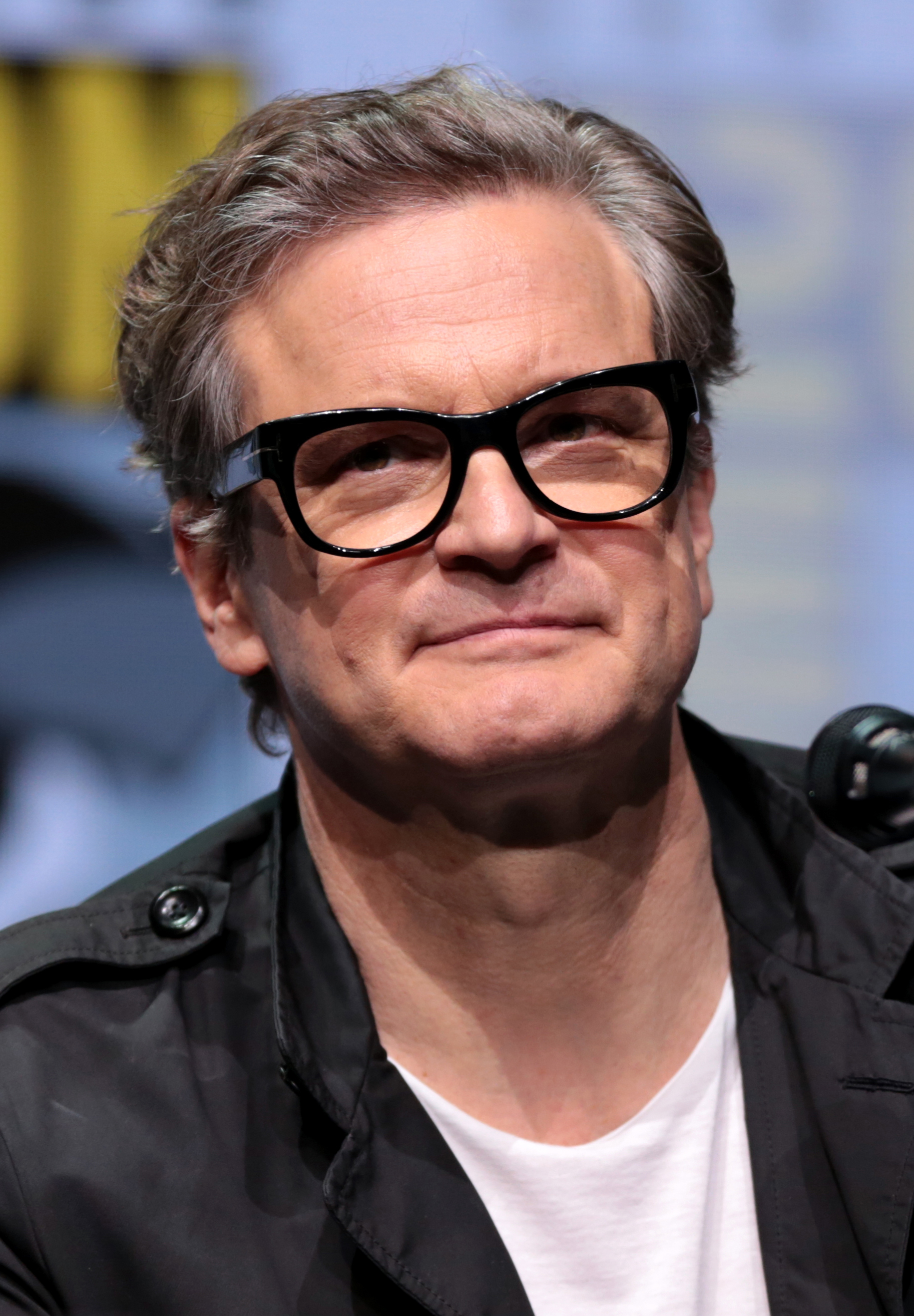
Firth în 2017

Acesta este filmografia lui Colin Firth.

## Filme și televiziune
| An   | Titlu                                        | Rol                          | Regizor                          | Note |
| ---- | -------------------------------------------- | ---------------------------- | -------------------------------- | --- |
| 1984 | Crown Court                                  | PC Franklin                  |                                  | TV (UK); episodul: "Citizens: Part 1" |
| 1984 | Another Country                              | Tommy Judd                   | Marek Kanievska                  | |
| 1984 | Camille                                      | Armand Duval                 | Desmond Davis                    | Film TV |
| 1985 | 1919                                         | (young) Alexander Scherbatov | Hugh Brody                       | |
| 1985 | Dutch Girls                                  | Neil Truelove                | Giles Foster                     | Film TV |
| 1986 | Lost Empires                                 | Richard Herncastle           | Alan Grint                       | TV miniserial |
| 1987 | A Month in the Country                       | Tom Birkin                   | Pat O'Connor                     | |
| 1987 | Pat Hobby: Teamed with Genius                | Rene Wilcox                  |                                  | PBS Shorts Special |
| 1987 | The Secret Garden                            | Adult Colin Craven           | Alan Grint                       | Hallmark Hall of Fame |
| 1988 | Tumbledown                                   | Robert Lawrence              | Richard Eyre                     | Film TV Royal Televiziune Society Award for Best Actor Nominalizare—British Academy Televiziune Award for Best Actor |
| 1989 | Apartment Zero                               | Adrian LeDuc                 | Martin Donovan                   | |
| 1989 | Valmont                                      | Valmont                      | Miloš Forman                     | |
| 1990 | Femme Fatale                                 | Joseph Prince                | Andre R. Guttfreund              | |
| 1990 | Wings of Fame                                | Brian Smith                  | Otakar Votocek                   | |
| 1991 | Out of the Blue                              | Alan                         |                                  | Teatru de televiziune |
| 1993 | Hostages                                     | John McCarthy                | David Wheatley                   | Televiziune – HBO |
| 1993 | The Hour of the Pig                          | Richard Courtois             | Leslie Megahey                   | Also known as The Advocate |
| 1994 | Master of the Moor                           | Stephen Whalby               | Marc Evans                       | Film TV – UK |
| 1994 | Playmaker                                    | Michael Condron/Ross Talbert | Yuri Zeltser                     | |
| 1994 | The Deep Blue Sea                            | Freddie Page                 | Karel Reisz                      | Teatru de televiziune – UK |
| 1995 | Circle of Friends                            | Simon Westward               | Pat O'Connor                     | |
| 1995 | Pride and Prejudice                          | Fitzwilliam Darcy            | Simon Langton                    | Televiziune miniserial Broadcasting Press Guild Award for Best Actor Nominalizare—British Academy Televiziune Award for Best Actor Nominalizare—National Televiziune Award for Most Popular Male |
| 1995 | The Widowing of Mrs. Holroyd                 | Charles Holroyd              |                                  | Teatru de televiziune – UK |
| 1996 | The English Patient                          | Geoffrey Clifton             | Anthony Minghella                | Nominalizare—Screen Actors Guild Award for Outstanding Performance by a Cast in a Motion Picture |
| 1997 | A Thousand Acres                             | Jess Clark                   | Jocelyn Moorhouse                | |
| 1997 | Fever Pitch                                  | Paul Ashworth                | David Evans                      | |
| 1997 | Nostromo                                     | Charles Gould                | Alastair Reid                    | Televiziune miniserial |
| 1998 | Shakespeare in Love                          | Lord Wessex                  | John Madden                      | Screen Actors Guild Award for Outstanding Performance by a Cast in a Motion Picture |
| 1999 | Blackadder: Back & Forth                     | William Shakespeare          | Paul Weiland                     | Scurtmetraj |
| 1999 | Donovan Quick                                | Donovan Quick/Daniel Quinn   | David Blair                      | Film TV – UK |
| 1999 | My Life So Far                               | Edward Pettigrew             | Hugh Hudson                      | |
| 1999 | The Secret Laughter of Women                 | Matthew Field                |                                  | |
| 1999 | The Turn of the Screw                        | The Master                   | Ben Bolt                         | Masterpiece Theatre |
| 2000 | Relative Values                              | Peter Ingleton               | Eric Styles                      | |
| 2001 | Bridget Jones's Diary                        | Mark Darcy                   | Sharon Maguire                   | European Film Awards Audience Award for Best Actor Nominalizare—BAFTA Award for Best Actor in a Supporting Role Nominalizare—Satellite Award for Best Actor – Motion Picture Musical or Comedy |
| 2001 | Conspiracy                                   | Wilhelm Stuckart             | Frank Pierson                    | Film TV – HBO Nominalizare—Primetime Emmy Award for Outstanding Supporting Actor – Miniseries or a Movie Nominalizare—Satellite Award for Best Supporting Actor – Series, Miniseries or Film TV |
| 2001 | We Know Where You Live                       | Himself                      |                                  | Benefit for Amnesty International |
| 2001 | Fourplay                                     | Allen Portland               | Mike Binder                      | Film TV – HBO, also known as Londinium |
| 2002 | The Importance of Being Earnest              | Jack Worthing                | Oliver Parker                    | |
| 2003 | Girl with a Pearl Earring                    | Johannes Vermeer             | Peter Webber                     | Nominalizare—European Film Awards Audience Award for Best Actor |
| 2003 | Hope Springs                                 | Colin Ware                   | Mark Herman                      | |
| 2003 | Love Actually                                | Jamie Bennett                | Richard Curtis                   | Nominalizare—Phoenix Film Critics Society Award for Best Cast |
| 2003 | What a Girl Wants                            | Henry Dashwood               | Dennie Gordon                    | |
| 2004 | Bridget Jones: The Edge of Reason            | Mark Darcy                   | Beeban Kidron                    | |
| 2004 | Trauma                                       | Ben Slater                   | Marc Evans                       | |
| 2005 | Nanny McPhee                                 | Cedric Brown                 | Kirk Jones                       | |
| 2005 | Where the Truth Lies                         | Vince Collins                | Atom Egoyan                      | |
| 2006 | Born Equal                                   | Mark Armitage                | Dominic Savage                   | Film TV – UK |
| 2007 | The Last Legion                              | Aurelius Antonius            | Doug Lefler                      | |
| 2007 | And When Did You Last See Your Father?       | Blake Morrison               | Anand Tucker                     | Nominalizare—British Independent Film Award for Best Supporting Actor |
| 2007 | Then She Found Me                            | Frank                        | Helen Hunt                       | |
| 2007 | St Trinian's                                 | Geoffrey Thwaites            | Oliver Parker & Barnaby Thompson | |
| 2007 | In Prison My Whole Life                      | Himself                      | Marc Evans                       | Producer only |
| 2008 | The Accidental Husband                       | Richard Bratton              | Griffin Dunne                    | |
| 2008 | Mamma Mia!                                   | Harry Bright                 | Phyllida Lloyd                   | Nominalizare—National Movie Award for Best Performance Male |
| 2008 | Easy Virtue                                  | Jim Whittaker                | Stephan Elliott                  | |
| 2008 | Genova                                       | Joe                          | Michael Winterbottom             | |
| 2009 | A Christmas Carol                            | Fred                         | Robert Zemeckis                  | |
| 2009 | Dorian Gray                                  | Lord Henry Wotton            | Oliver Parker                    | |
| 2009 | A Single Man                                 | George Falconer              | Tom Ford                         | Austin Film Critics Association Award for Best Actor BAFTA Award for Best Actor in a Leading Role Detroit Film Critics Society Award for Best Actor Italian Online Film Actors & Dubbers Award for Best Foreign Actor London Film Critics Circle Award for British Actor of the Year San Diego Film Critics Society Award for Best Actor San Francisco Film Critics Circle Award for Best Actor Santa Barbara International Film Festival – Outstanding Performance of the Year Vancouver Film Critics Circle Award for Best Actor Volpi Cup Nominalizare—Academy Award for Best Actor Nominalizare—Broadcast Film Critics Association Award for Best Actor Nominalizare—Dallas-Fort Worth Film Critics Association Award for Best Actor Nominalizare—Golden Globe Award for Best Actor – Motion Picture Drama Nominalizare—Independent Spirit Award for Best Lead Male Nominalizare—Satellite Award for Best Actor – Motion Picture Drama Nominalizare—Screen Actors Guild Award for Outstanding Performance by a Male Actor in a Leading Role Nominalizare—Toronto Film Critics Association Award for Best Actor Nominalizare—Washington D.C. Area Film Critics Association for Best Actor |
| 2009 | St Trinian's 2: The Legend of Fritton's Gold | Geoffrey Thwaites            | Oliver Parker & Barnaby Thompson | |
| 2010 | The King's Speech                            | King George VI               | Tom Hooper                       | Academy Award for Best Actor Alliance of Women Film Journalists Eda Award for Best Actor Austin Film Critics Association Award for Best Actor BAFTA Award for Best Actor in a Leading Role British Independent Film Award for Best Actor Broadcast Film Critics Association Award for Best Actor Chicago Film Critics Association Award for Best Actor Denver Film Critics Society Award for Best Actor Detroit Film Critics Society Award for Best Actor European Film Award for Best Actor Florida Film Critics Circle Award for Best Actor Golden Globe Award for Best Actor – Motion Picture Drama Iowa Film Critics Award for Best Actor Italian Online Movie Award for Best Actor in a Leading Role Italian Online Film Actors & Dubbers Award for Best Foreign Actor Italian Online Film Actors & Dubbers Award for Best Foreign Cast Kansas City Film Critics Circle Award for Best Actor London Film Critics Circle Award for British Actor of the Year London Film Critics Circle Award for Actor of the Year Los Angeles Film Critics Association Award for Best Actor National Movie Award for Performance of the Year New York Film Critics Circle Award for Best Actor North Texas Film Critics Association Award for Best Actor Online Film Critics Society Award for Best Actor Phoenix Film Critics Society Award for Best Actor San Francisco Film Critics Circle Award for Best Actor Satellite Award for Best Actor – Motion Picture Drama Screen Actors Guild Award for Outstanding Performance by a Cast in a Motion Picture Screen Actors Guild Award for Outstanding Performance by a Male Actor in a Leading Role Southeastern Film Critics Association Award for Best Actor St. Louis Gateway Film Critics Association Award for Best Actor Vancouver Film Critics Circle Award for Best Actor Washington D.C. Area Film Critics Association Award for Best Actor Nominalizare—Central Ohio Film Critics Association Award for Best Actor Nominalizare—Dallas-Fort Worth Film Critics Association Award for Best Actor Nominalizare—Evening Standard British Film Award for Best Actor Nominalizare—Houston Film Critics Society Award for Best Actor Nominalizare—Las Vegas Film Critics Society Award for Best Actor Nominalizare—San Diego Film Critics Society Award for Best Actor Nominalizare—Toronto Film Critics Association Award for Best Actor Nominalizare—Utah Film Critics Association Award for Best Actor |
| 2010 | Main Street                                  | Gus LeRoy                    | John Doyle                       | |
| 2010 | Steve                                        | Steve                        | Rupert Friend                    | |
| 2011 | Tinker Tailor Soldier Spy                    | Bill Haydon                  | Tomas Alfredson                  | Central Ohio Film Critics Association Award for Best Cast Georgia Film Critics Association Award for Best Cast YouMovie Award for Best Cast Nominalizare—Italian Online Movie Award for Best Actor in a Supporting Role Italian Online Film Actors & Dubbers Award for Best Foreign Cast Nominalizare—YouMovie Award for Best Actor in a Supporting Role Nominalizare—YouMovie Award for Best Villain |
| 2012 | Stars in Shorts                              | Steve                        | Rupert Friend                    | |
| 2012 | Gambit                                       | Harry Deane                  | Michael Hoffman                  | |
| 2013 | Arthur Newman                                | Arthur Newman/Wallace Avery  | Dante Ariola                     | |
| 2014 | The Railway Man                              | Eric Lomax                   | Jonathan Teplitzky               | |
| 2014 | Devil's Knot                                 | Ron Lax                      | Atom Egoyan                      | |
| 2014 | Magic in the Moonlight                       | Stanley/Wei Ling Soo         | Woody Allen                      | |
| 2014 | Before I Go to Sleep                         | Ben Lucas                    | Rowan Joffé                      | |
| 2015 | Kingsman: The Secret Service                 | Harry Hart/Galahad           | Matthew Vaughn                   | |
| 2015 | Eye in the Sky                               |                              | Gavin Hood                       | Producer only |
| 2016 | Genius                                       | Maxwell Perkins              | Michael Grandage                 | |
| 2016 | Loving                                       |                              | Jeff Nichols                     | Producer only |
| 2016 | Bridget Jones's Baby                         | Mark Darcy                   | Sharon Maguire                   | |
| 2017 | Red Nose Day Actually                        | Jamie                        | Richard Curtis Mat Whitecross    | Televiziune Scurtmetraj |
| 2017 | Kingsman: The Golden Circle                  | Harry Hart                   | Matthew Vaughn                   | |
| 2018 | The Happy Prince                             | Reggie Turner                | Rupert Everett                   | Post-production |
| 2018 | The Mercy                                    | Donald Crowhurst             | James Marsh                      | Post-production |
| 2018 | Mamma Mia! Here We Go Again                  | Harry Bright                 | Ol Parker                        | Filming |
| 2018 | Mary Poppins Returns                         | William Weatherall Wilkins   | Rob Marshall                     | Post-producție |
| TBA  | Kursk                                        | David Russell                | Thomas Vinterberg                | Post-producție |